# Hate Eternal
Hate Eternal er et dødsmetal-band fra Tampa i Florida, der blev dannet i 1997. Bandet består af Erik Rutan (ex-Morbid Angel, ex-Ripping Corpse) , Alex Webster (Cannibal Corpse, Blotted Science), Shaune Kelley (ex-Ripping Corpse) samt Jade Simonetto.
Hate Eternal har udgivet 4 studiealbums.

## Medlemmer

### Nuværende medlemmer
- Erik Rutan – Guitar + Vokal (1997-)
- Shaune Kelley – Guitar (2008-)
- Alex Webster – Bas (2007)
- Jade Simonetto – Trommer (2007-)

### Tidligere medlemmer
- Tim Yeung – Trommer (1997-2002)
- Derek Roddy – Trommer (2002-2006)
- Jared Anderson – Bas (1997-2006)
- Reno Kiilerich – Live trommer (2006)
- Kevin Talley – Live trommer (2006)
- Randy Piro – Bas (2003-2007)

## Diskografi

### Studiealbum
- Conquering the Throne (1999)
- King of All Kings (2002)
- I, Monarch (2005)
- Fury & Flames (2008)
- Phoenix Amongst The Ashes (2011)
- Infernus (2015)
- Upon Desolate Sands (2018)

### DVD'er
- The Perilious Fight (2006)